# Краснокаменка (Челябинская область)
Краснока́менка — деревня в Уйском районе Челябинской области России. Административно принадлежит к Соколовскому сельскому поселению.

## Географические данные
Деревня расположена в лесостепи с ленточными сосновыми борами. Через неё протекает река Увелька. Севернее расположена деревня Зауралово, юго-западнее село Никольское. Расстояние до центра сельского поселения посёлка Мирного 7,3 км.

## История
Рядом с деревней располагается стоянка времен позднего неолита. Во время раскопок было обнаружено свыше двух тысяч археологических экземпляров деятельности первобытного человека.
Краснокаменка основана государственными крестьянами в 1760-х годах. Изначально называлась Краснокаменной из-за большого количества красных кремнистых сланцев в окрестностях. К 1883 году в деревне функционировали школа и водяная мельница.

## Население
| 2002 | 2010 |
| ---- | ---- |
| 278  | ↘208 |

### Историческая демография
| Год  | Население (чел.) |
| ---- | ---------------- |
| 1782 | 25               |
| 1795 | 79               |
| 1816 | 66               |
| 1883 | 469              |
| 1926 | 859              |
| 1970 | 370              |

## Достопримечательности
В Краснокаменке находится церковь во имя Святого Апостола и Евангелиста Иоанна Богослова, являющаяся памятником архитектуры.